# Detlef Walde
Detlef Hans-Gerd Walde (* 12. April 1945 in Leipzig-Stötteritz) ist ein deutscher Geologe sowie Paläontologe, der an der Universität Brasília lehrt.

## Leben
Nach dem Abitur am Laubach-Kolleg studierte er an der Albert-Ludwigs-Universität in Freiburg im Breisgau Geologie und Paläontologie. Er promovierte dort 1976 zum Thema Fazielle Entwicklung des Präkambriums zwischen Serra Mineira und Serra do Cabral (südwestl. Espinhaço Zone, Minas Gerais, Brasilien) bei Reinhard Pflug zum Dr. rer. nat.
Seit 1977 lehrt er am Instituto de Geociências der Universität Brasilia und ist seit Februar 2010 Direktor dieses Instituts. Walde arbeitet am Instituto Eschwege in Diamantina in Brasilien mit. Von 1999 bis 2000 hatte er eine Gastprofessur an der TU Berlin.
1980 entdeckte Walde das Fossil Corumbella in der Nähe der südbrasilianischen Stadt Corumbá.

## Familie
Detlef Walde ist ein Urenkel Christian Hermann Waldes. Sein Bruder ist der deutsche Politiker Eberhard Walde.